# لوئیز منش
لوئیز منش (انگلیسی: Louise Mensch؛ زادهٔ ۲۸ ژوئن ۱۹۷۱) یک سیاست‌مدار، نویسنده، و خبرنگار مستقل اهل انگلستان است. وی نماینده محافظه‌کار منطقه کربی در پارلمان بریتانیا بود.
منش در وبسایت خود چندین ادعای تأییدنشده، حقه و نظریهٔ توطئه را دربارهٔ دولت ترامپ و روسیه منتشر کرده‌است.